# Лиман (заказник)
Лима́н — загальнозоологічний заказник місцевого значення в Україні. Об'єкт природно-заповідного фонду Харківської області. 
Розташований на території Балаклійського району Харківської області, на північний схід від міста Балаклія. 
Площа 131,2 га. Статус присвоєно згідно з рішенням облради від 17.12.1993 року. Перебуває у віданні: Морозівська сільська рада. 
Статус присвоєно для збереження частини заболоченої заплави річки Волоська Балаклійка зі старичним озером Лиман. На території заказника представлені водно-болотний та лучний орнітокомплекси з рідкісними видами, занесеними до Європейського Червоного списку (деркач), до Червоних списків Харківщини (пірникоза мала, пірникоза сірощока, бугай, бугайчик, лебідь-шипун, лунь лучний, сова болотяна, рибалочка, синиця вусата). На озері мешкає колонія крячків (крячок чорний, крячок білокрилий). Трапляються рідкісні види ссавців: видра річкова (Європейський Червоний список, Червона книга України), норка європейська, горностай (Червона книга України), а також плазуни і земноводні, (черепаха болотяна, квакша звичайна).